# Franco Smith
Petrus Francois Smith dit Franco Smith, né le 29 juillet 1972 à Lichtenburg (Afrique du Sud), est un joueur et entraîneur de rugby à XV qui a joué avec l'équipe d'Afrique du Sud. Il a évolué au poste de demi d'ouverture (1,83 m pour 90 kg).

## Carrière

### En club et province
- Provinces
  - 1992-1995 : Orange Free State
  - 1996-1997 : Griqualand West Griquas
  - 1998-2000 : Blue Bulls
  - 2001-2002 : Pumas
- Franchise 
  - 1998-1999 : Bulls
  - 2001-2002 : Bulls
- Clubs
  - 1999-2000 : Newport RFC
  - 2001-2002 : Rugby Bologne 1928
  - 2003-2005 : Benetton Trévise

Smith a joué 12 matchs de coupe d'Europe et 6 matchs de Challenge européen avec Trévise.

### En équipe nationale
Il a disputé son premier test match le 6 décembre 1997 contre l'équipe d'Écosse. Son dernier test match fut contre l'équipe de Nouvelle-Zélande, le 7 août 1999.

### Entraîneur
- 2005-2007 : Free State Cheetahs (adjoint)
- 2007-2013 : Benetton Rugby Trévise
- 2014-2015 : Cheetahs (adjoint)
- 2014 : Free State Cheetahs (adjoint)
- 2015 : Université de l'État-Libre
- 2015-2019 : Free State Cheetahs
- 2015-2019 : Cheetahs
- 2017 :  Afrique du Sud (adjoint, responsable des arrières)[1]
- 2020-2021 :  Italie
- 2022- : Glasgow Warriors[2]

#### Bilan en sélection
| Année | Sélection | Poste         | Classement World Rugby en fin d'année | Tournoi des Six Nations | Coupe du monde |
| ----- | --------- | ------------- | ------------------------------------- | ----------------------- | -------------- |
| 2020  | Italie    | Sélectionneur | 14e                                   | 6e                      | -              |
| 2021  | Italie    | Sélectionneur | 15e                                   | 6e                      | -              |

## Palmarès
- 9 sélections avec l'équipe d'Afrique du Sud